# Karamba
Karamba est une application KDE qui permet d'afficher des informations directement sur le fond d'écran.
Karamba a été inspiré par le programme Samurize, pour Windows.

## Histoire
Karamba était à l'origine programmé par Hans Karlsson en tant que projet dans son école, en mars 2003. Il a alors gagné en notoriété et a été intégré à kde-look.org et de nombreux thèmes ont été écrits pour lui. Karamba était alors écrit avec un pseudo format XML. Le projet est devenu populaire si vite que Hans a du rapidement passer le relais à d'autres développeurs pour terminer ce qu'il avait commencé.
Fin avril 2003, Adam Geitgey prend la maintenance du projet. Il l'améliore et lui donne le nom de SuperKaramba.

## Autres karambas
- SuperKaramba
- Cynapses